# Comune di Qaanaaq

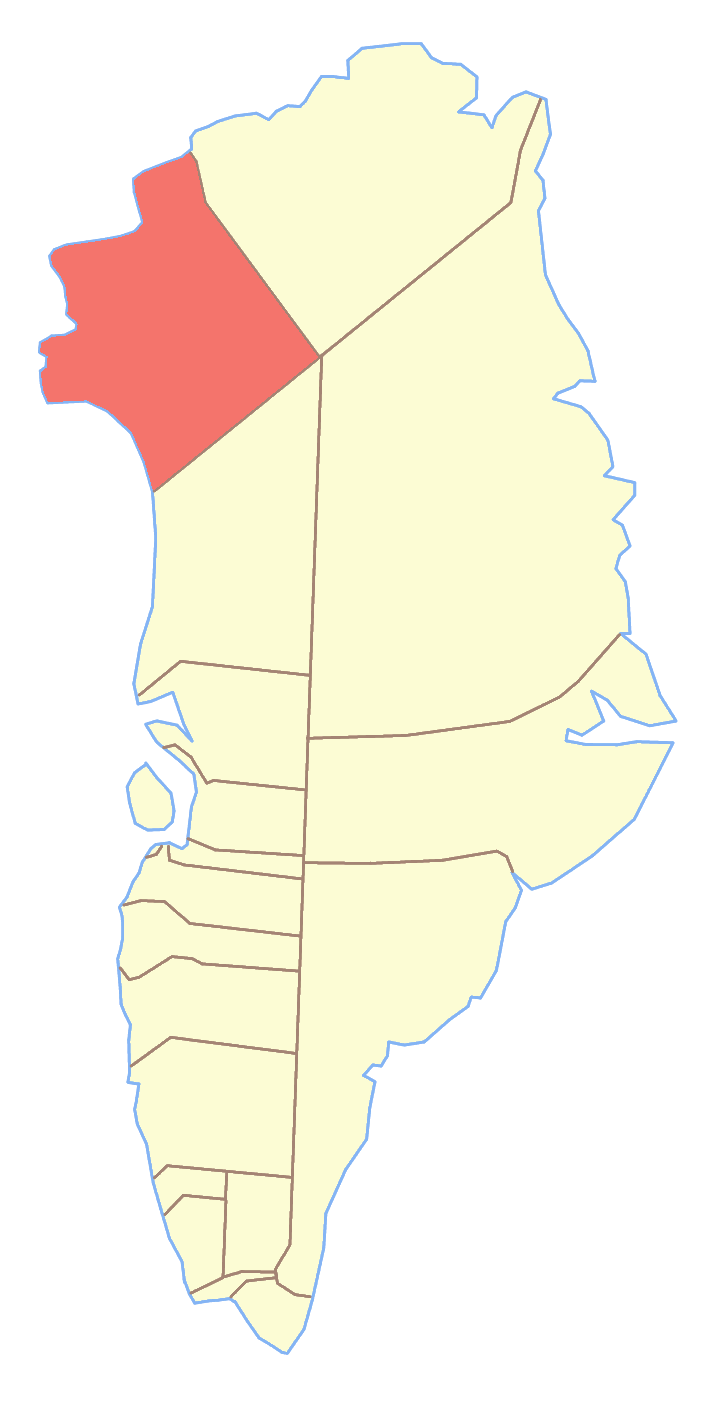
Il comune di Qaanaaq nell'ambito della vecchia suddivisione

Il comune di Qaanaaq (groenlandese: Qaanaap Kommunia; danese: Qaanaaq Kommune; fino alla metà degli anni novanta noto anche come Avanersuaq) fu un comune della Groenlandia dal 1963 al 2008. La sua superficie era di 225.500 km² e la sua popolazione era di 850 abitanti (1º gennaio 2005); si trovava nella contea di Avannaa (Groenlandia Settentrionale) e il suo capoluogo era Qaanaaq.
Il comune fu istituito il 1º gennaio 1963, e cessò di esistere il 1º gennaio 2009 dopo la riforma che rivoluzionò il sistema di suddivisione interna della Groenlandia; il comune si fuse insieme ad altri sette (Kangaatsiaq, Aasiaat, Qasigiannguit, Ilulissat, Qeqertarsuaq, Uummannaq e Upernavik) a formare il comune di Qaasuitsup, soppresso il 1º gennaio 2018 e suddiviso nei due nuovi comuni di Avannaata e Qeqertalik.
Il comune aveva il primato di essere il più settentrionale del mondo. Oltre al capoluogo, altri villaggi si trovavano all'interno di questo comune: Etah (disabitato), Moriusaq, Qeqertarsuaq, Qeqertat, Savissivik e Siorapaluk.